# Masters de golf de 2019
Navigation
Masters 2018 Masters 2020
Le Masters 2019 est la 83e édition du Masters qui se dispute annuellement à l'Augusta National Golf Club situé dans la ville d'Augusta dans l'État de Géorgie aux États-Unis. Il est dans le calendrier le premier des quatre tournois majeurs annuels reconnus par les trois principaux circuits professionnels (PGA Tour, Tour européen PGA et le Japan Golf Tour), suivent l'Open américain, l'Open britannique et le Championnat de la PGA.

## Qualifications
Le Masters a la particularité de rester officiellement un tournoi majeur sur invitation, cependant il y a un processus de qualification défini. En théorie, le club peut refuser tout participant qualifié. Lors de cette édition 2019, 87 golfeurs ont reçu leur invitation.

### Différentes catégories de qualifications 2019
Les golfeurs invités doivent remplir au moins de ces conditions :
- Les anciens vainqueurs du Masters.
- Les cinq derniers vainqueurs de l'Open américain, de l'Open britannique et du Championnat de la PGA.
- Les trois derniers vainqueurs du Players Championship.
- Les deux premiers du Championnat de golf amateur des États-Unis 2018.
- Le vainqueur du Championnat de golf amateur de Grande-Bretagne 2018.
- Le vainqueur du Championnat de golf amateur Asie-Pacifique 2018.
- Le vainqueur de l'US Mid-Amateur 2018.
- Le vainqueur de Championnat de golf Amérique latine 2019.
- Les douze premiers du Masters 2018.
- Les quatre premiers de l'Open américain 2018.
- Les quatre premiers de l'Open britannique 2018 et du Championnat de la PGA 2018.
- Les vainqueurs sur les tournois du PGA Tour dans le cadre de la FedEx Cup entre le Masters 2018 et 2019.
- Les golfeurs qualifiés au Tour Championship 2018.
- le top 50 de l'Official World Golf Ranking au 31 décembre 2018.
- le top 50 de l'Official World Golf Ranking au 1er avril 2019.
- Des invités internationaux

87 golfeurs ont reçu une invitation aux Masters 2009. Seul le Japonais Ryo Ishikawa (17 ans) a reçu une invitation sans qu'il ne remplisse aucun de ces critères.

### Participants
| Liste des 87 golfeurs (par ordre alphabétique) | Liste des 87 golfeurs (par ordre alphabétique) | Liste des 87 golfeurs (par ordre alphabétique) | Liste des 87 golfeurs (par ordre alphabétique) | Liste des 87 golfeurs (par ordre alphabétique) | Liste des 87 golfeurs (par ordre alphabétique) |
| ---------------------------------------------- | ---------------------------------------------- | ---------------------------------------------- | ---------------------------------------------- | ---------------------------------------------- | ---------------------------------------------- |
| Kiradech Aphibarnrat                           | Lucas Bjerregaard                              | Devon Bling                                    | Keegan Bradley                                 | Angel Cabrera                                  | Rafa Cabrera-Bello                             |
| Patrick Cantlay                                | Paul Casey                                     | Stewart Cink                                   | Corey Conners                                  | Fred Couples                                   | Jason Day                                      |
| Bryson DeChambeau                              | Tony Finau                                     | Matthew Fitzpatrick                            | Tommy Fleetwood                                | Rickie Fowler                                  | Sergio Garcia                                  |
| Branden Grace                                  | Emiliano Grillo                                | Justin Harding                                 | Tyrrell Hatton                                 | Charley Hoffman                                | J.B. Holmes                                    |
| Billy Horschel                                 | Viktor Hovland                                 | Charles Howell III                             | Shugo Imahira                                  | Trevor Immelman                                | Zach Johnson                                   |
| Dustin Johnson                                 | Takumi Kanaya                                  | Martin Kaymer                                  | Si Woo Kim                                     | Michael Kim                                    | Kevin Kisner                                   |
| Patton Kizzire                                 | Satoshi Kodaira                                | Brooks Koepka                                  | Matt Kuchar                                    | Andrew Landry                                  | Bernhard Langer                                |
| Marc Leishman                                  | Haotong Li                                     | Adam Long                                      | Shane Lowry                                    | Sandy Lyle                                     | Hideki Matsuyama                               |
| Rory McIlroy                                   | Phil Mickelson                                 | Keith Mitchell                                 | Larry Mize                                     | Francesco Molinari                             | Kevin Na                                       |
| Alex Noren                                     | Kevin O'Connell                                | José María Olazábal                            | Thorbjorn Olesen                               | Louis Oosthuizen                               | Alvaro Ortiz                                   |
| Eddie Pepperell                                | Ian Poulter                                    | Jon Rahm                                       | Jovan Rebula                                   | Patrick Reed                                   | Justin Rose                                    |
| Xander Schauffele                              | Charl Schwartzel                               | Adam Scott                                     | Webb Simpson                                   | Vijay Singh                                    | Cameron Smith                                  |
| Brandt Snedeker                                | Jordan Spieth                                  | Kyle Stanley                                   | Henrik Stenson                                 | Justin Thomas                                  | Kevin Tway                                     |
| Jimmy Walker                                   | Matt Wallace                                   | Bubba Watson                                   | Mike Weir                                      | Danny Willett                                  | Aaron Wise                                     |
| Gary Woodland                                  | Tiger Woods                                    | Ian Woosnam                                    |                                                |                                                |                                                |

## Déroulement du tournoi
Le Masters se joue sur quatre jours avec un parcours quotidien de 18 trous. Au total, les golfeurs ayant passé le cut auront disputé 72 trous (sans compter les play-offs). Au deuxième jour, les 44 premiers ou les golfeurs étant à dix coups du leader poursuivent le tournoi après le cut.

### Compétition du par 3
Précédant le tournoi, une compétition annuelle sur un parcours de 9 trous composé uniquement de par 3 est organisée le mercredi 10 avril. En 2019, c'est Matt Wallace qui le remporte devant Sandy Lyle.